# Medophron minax
Medophron minax là một loài tò vò trong họ Ichneumonidae.